# Georges Jordic-Pignon
Georges Jordic-Pignon, dit Jordic, est un illustrateur et peintre français, né le 5 janvier 1876 à Philippeville (Algérie) et tombé pour la France le 28 novembre 1915. Sa sépulture repose au cimetière marin de l'île aux Moines (56780).

## Biographie
Élève des peintres Benjamin-Constant et Jean-Paul Laurens, Jordic est auteur illustrateur de livre pour enfants. Il a exposé au salon de la Société des artistes français entre 1895 à 1907. Il se marie civilement à Paris, le 29 juillet 1899, et en août religieusement à Billiers, à Marguerite Géniaux, sœur de Charles et Paul Géniaux. De cette union naît une fille : Simone, née le 17 avril 1903.
En 1915, il meurt pour la France ; néanmoins, son nom ne figure pas au Panthéon avec les 546 écrivains morts au champ d'honneur.

## Œuvres

### Auteur-Illustrateur
- Marie aux Sabots de bois se gage, Garnier, n. d.[4].
- Les Dernières Places de Marie aux Sabots de Bois.
- Perrine la petite laitière, Garnier, n. d.
- Les Petits Brazidec à Paris, Garnier, n. d.
- Lillette Léveillé à Craboville.
- Les Sept Jours de Ketje, Garnier frères.
- Bré...Ké...Kés...Coascoas...
- Les bonnes idées de la mère Loison - Le canard ventriloque
- Tintin Gorin
- Cours Select Directrice Miss Bigoudy, Librairie Garnier Frères, 1928.

### Illustration
- La Dame aux Camélia, d'Alexandre Dumas fils, Paris, Calmann-Levy, 1908.
- Marcelle Tinayre, Hellé, Paris, Calmann-Lévy, 1909 (Wikisource).
- Ceux qui espèrent de Jules Imbert, Tours Mame.
- La pension des oiseaux, de Mme Tony d'Ulmès
- Le jardin enchanté, de Mme Tony d'Ulmès (pseudonyme de Berthe Rey) Lausanne, Librairie Payot, 1910.
- L'Étoile du Pacifique, de Georges Price, Mame, 1910, réédité par Banquises et Comètes, 2015.

### Peintures
- La Tempête apaisée, 1899, dans l'église de Billiers[5].